# Betyla rangatira
Betyla rangatira är en stekelart som beskrevs av Naumann 1988. Betyla rangatira ingår i släktet Betyla och familjen hyllhornsteklar. Inga underarter finns listade.